# Kolon
Kolon (:) är ett skiljetecken som består av två lodrätt satta punkter, den ena på baslinjen och den andra i x-höjd. Språkrådets Svenska skrivregler beskriver kolon som ett tecken som "används före uppräkningar, exempel, förklaringar, specificeringar och sammanfattningar" samt "före citat, replik, tanke eller liknande". I Unicode-systemet har kolon koden U+003A, och i HTML kan strängen &#58; användas för att generera kolon.
I sin huvudfunktion delar kolon upp meningar i två led för att göra satsen enklare att överblicka eller för att fokusera viktig information. Kolon anses vara ett framåtpekande tecken som markerar att det föregående ledet fungerar som en introduktion till eller presentation av det som följer. Det som följer betraktas i sin tur som en specificering eller annan vidareutveckling av en fras eller sats i det föregående. Denna struktur för meningar med kolon återges i figuren nedan.
| förled                 | förled                 | förled                        | : | efterled                                                     | efterled |
| matris                 | korrelat               | matris                        | : | expansion                                                    | matris   |
| ---------------------- | ---------------------- | ----------------------------- | - | ------------------------------------------------------------ | -------- |
|                        | En match               | återstår                      | : | finalen mot Spanien                                          | .        |
|                        | Det fulaste pojknamnet | är                            | : | Prussiluskan                                                 | .        |
|                        | Kontenta               |                               | : | Kärlek är icke villkorslös                                   | .        |
| Gustav Möller sade     |                        |                               | : | ”Endast det bästa är gott nog åt folket”                     | .        |
| Tillägger              |                        | när han ser min förvånade min | : | – Jag har hittat ett sätt att hantera offentliga situationer | .        |
| Och så funderar jag på | detta                  |                               | : | ”han tycker att eftersom jag har barn på heltid […]”         | .        |
|                        | Lunch                  |                               | : | havregrynsgröt                                               | .        |

## Användning
Kolon används före expansioner, uttryck som vidareutvecklar ett korrelat i det föregående med mer specifik information. Det kan i regel inte användas före information som är mindre specifik. Däremot kan expansionen ofta sättas in på korrelatets position i satsen, och kolonet därmed utelämnas.
- I Tore Wretmans klassiska recept ingår fyra kryddor: kryddpeppar, nejlikor, muskotnöt och vitpeppar.
- Inte: I Tore Wretmans klassiska recept ingår kryddpeppar, nejlikor, muskotnöt och vitpeppar: fyra kryddor.
- Utan kolon: I Tore Wretmans klassiska recept ingår kryddpeppar, nejlikor, muskotnöt och vitpeppar.

Kolonstrukturen används för att göra meningar lättare att överblicka genom att långa eller komplexa satsled (som citat och uppräkningar) flyttas ut ur satsen.
- Han tillägger när han ser min förvånade min: ”Jag har hittat ett sätt att hantera offentliga situationer”.
- Han tillägger ”Jag har hittat ett sätt att hantera offentliga situationer” när han ser min förvånade min.

Satsled som utgör ny och viktig information placeras gärna utanför satsen även om de inte är långa och komplexa, eftersom de då får större fokus i meningen. På så sätt kan kolonstrukturen även användas för att skapa en mer logisk följdriktighet i textstrukturen, eller dramatisera textinnehållet.
- Det kom tidigt: cancerbeskedet.
- Cancerbeskedet kom tidigt.

Informationsstrukturellt förhåller sig korrelatet och expansionen till varandra som tema och rema, det vill säga att det som kommer före kolon är en utgångspunkt och tolkningsram för det följande, vilket i sin tur är ny eller viktig information. Den specificerande relationen innebär att expansion och korrelat ofta kan sättas in som argument i en kopulasats.
- Dagens lunch: panerad fisk med remouladsås.
- Panerad fisk med remouladsås är dagens lunch.
- I Tore Wretmans klassiska recept ingår fyra kryddor: kryddpeppar, nejlikor, muskotnöt och vitpeppar.
- Kryddpeppar, nejlikor, muskotnöt och vitpeppar är fyra kryddor.

Korrelatet kan antingen ha en egen betydelse som specificeras av expansionen, eller själv fungera demonstrativt (i det senare fallet kan det utelämnas, som i exempelmeningen ovan). Expansionen kan omfatta allt från en fras till en hel text, men även icke-verbala uttryck som bilder och rörelser. Om kolon följs av flera meningar brukar det som kommer före kolon agera rubrik, eller tema för hela texten, och skulle också kunna sättas på en egen rad.
- Elsa gjorde så här: [danssteg]
- Titta vad fint: [fotografi]
- William Shakespeare: Shakespeare föddes i ett hus på Henley Street i Stratford-upon-Avon i Warwickshire. Modern Mary Arden tillhörde en besutten katolsk släkt, troligen samma släkt Arden som adlats av Vilhelm Erövraren. Fadern John Shakespeare var handskmakare och fastighetsägare, och innehade tidvis ämbeten i staden. Williams dop förrättades 26 april 1564 i Heliga Trefaldighetens kyrka i Stratford. William hade två äldre systrar som avled i unga år. Han fick senare fem syskon till; tre bröder och två systrar. […] (text från artikeln William Shakespeare på svenska Wikipedia)

### Anförande kolon
Kolon används ofta före återgivna språkliga yttranden, så kallad direkt anföring. Cirka 40% av kolon i tidningstext används så. I typfallet följer dessa kolon på anförande satser, med sägeverb eller substantiv som anger talakter. I dessa fall kan det före kolonet finnas ett demonstrativt korrelat som pekar på det anförda och håller dess plats i satsen, men detta är ofta valfritt och kan utelämnas.
- Jag tänkte (så här): ”Är det verkligen sant?”
- Hon hade skrivit (detta) i brevet: ”Jag kommer på torsdag kl. 13.00.”
- Detta svarade Andersson på frågan: ”Jag har ingen kommentar att lämna just nu.”

Eftersom kolon är så pass konventionaliserat i anförande sammanhang kan det också användas efter fraser eller satser som anger kontextuella omständigheter för citatet, snarare än faktiskt anförande uttryck. Även indirekta anföringar som yttras i samma kontext som citatet kan förekomma före kolonet.
- Hamlet: ”Att vara eller ej, det är frågan.”
- Alice tittade ut genom fönstret: ”Det är så vackert idag.”
- Han svarade att han inte visste mer: ”Så får jag gå nu?”

### Specialfunktioner
Liksom de flesta skiljetecken har kolon både huvudfunktioner och specialfunktioner i skriftspråket. Det kan exempelvis användas i sifferuttryck för att avgränsa tal av olika storleksordning, som nedan.
- täljare och nämnare (skala 1:50 000)
- kronor och ören (19:50 kr)
- kapitel och verser (Joh 3:16)
- årtal och publikation (SOU 2000:100)
- timmar och minuter (kl. 10:30)

I tekniska sammanhang används det lite högre kvottecknet ( ∶ ) för dessa förhållanden. Kvottecken finns i Unicode som U+2236 men kan ersättas av vanligt kolon i vardagligt bruk.
Kolon används också före ändelser efter enskilda tecken och vissa uttryck:
- bokstäver (A:et, S:en, E:na)
- initialförkortningar (tv:n, FN:s, TV4:s)
- tal och siffror (53:an, 5:or, 47:e, 1:a)
- omnämnda ord (och:et, på:et)

Observera att akronymer, det vill säga förkortningar som inte uttalas bokstav för bokstav, böjs utan kolon (Natos, Ikeas). Ändelse och kolon utelämnas också i datumangivelser samt andra fasta sammanhang (den 5 maj, Carl XVI Gustaf).
En idag mindre vanlig användning av kolon är som uteslutningstecken vid sammandragningsförkortningar, som i s:t, k:a, g:a, c:a (sankt, kyrka, gamla, cirka).

## Uttalsangivelse
Längdtecknet i det internationella fonetiska skriftsystemet ser ut som ett kolon bestående av två trianglar som pekar mot varandra. Tecknet anger att föregående fon uttalas långt.
- fina /fiːna/ (långt i-ljud)
- finna /fɪnːa/ (långt n-ljud)

Längdtecknet finns i Unicode som modifier letter triangular colon, Unicode U+02D0. Om denna typ av kolon inte finns tillgängligt kan det ersättas av vanligt kolon.